# Gladson Cameli
Gladson de Lima Cameli, né le 26 mars 1978 à Cruzeiro do Sul, est un ingénieur et homme politique brésilien. Membre du parti des Progressistes, il est gouverneur de l'État d'Acre depuis 2019.

## Biographie
Le 7 octobre 2018, il est élu gouverneur d'Acre et investi le 1er janvier 2019. Il est réélu le 2 octobre 2022.